# 平安通駅
平安通駅（へいあんどおりえき）は、愛知県名古屋市北区平安通1丁目にある、名古屋市営地下鉄の駅である。アクセントカラーはサーモンピンク。

## 乗り入れ路線
以下の2路線が乗り入れ、接続駅となっている。
- 名城線 - 駅番号はM11
- 上飯田線 - 駅番号はK02

上飯田線は当駅が起点であり、同線では唯一の名古屋市交通局管轄駅である。また、上飯田線は上飯田連絡線株式会社が第三種鉄道事業者として施設を所有し、名古屋市交通局が第二種鉄道事業者として営業している。

## 歴史
- 1971年（昭和46年）12月20日：名城線市役所駅（現・名古屋城駅） - 大曽根駅間延伸時に開業。
- 2003年（平成15年）3月27日：上飯田線上飯田 - 当駅間開業。乗換駅となる。
- 2020年（令和2年）10月11日：名城線可動式ホーム柵使用開始[2]。

## 駅構造
名城線は相対式ホーム2面2線、上飯田線は島式ホーム1面2線を有する地下駅で、上飯田線・名城線とも可動式ホーム柵が設置されている。上飯田線は名城線の下を直交している。
改札口は2か所、出入口は5か所設置されている。上飯田線開通によって北改札口と5番出入口が追加された。北改札口コンコースは名城線ホームと上飯田線ホームとの間の深さ（地下3階）に位置する。
当駅は、名城線運転区が管轄している。

### のりば
| ホーム | 路線                     | 方向   | 行先                   |
| ------ | ------------------------ | ------ | ---------------------- |
| 1      | 名城線・ 名港線          | 左回り | 栄・金山・名古屋港方面 |
| 2      | 名城線                   | 右回り | 大曽根・本山方面       |
| 3・4   | 上飯田線 (KM 名鉄小牧線) | -      | 上飯田・犬山方面       |

上飯田線は、午前中は行き先に関わらず主として4番線を使用し、午後は犬山行きおよび最終の上飯田行きが3番線、小牧行きが4番線を使用している。小牧・犬山方を向いて右側が3番線、左側が4番線である。上飯田線ホームは地上から約20メートルの深さに位置する。引き上げ線はなく、当駅での夜間滞泊も行っていない。

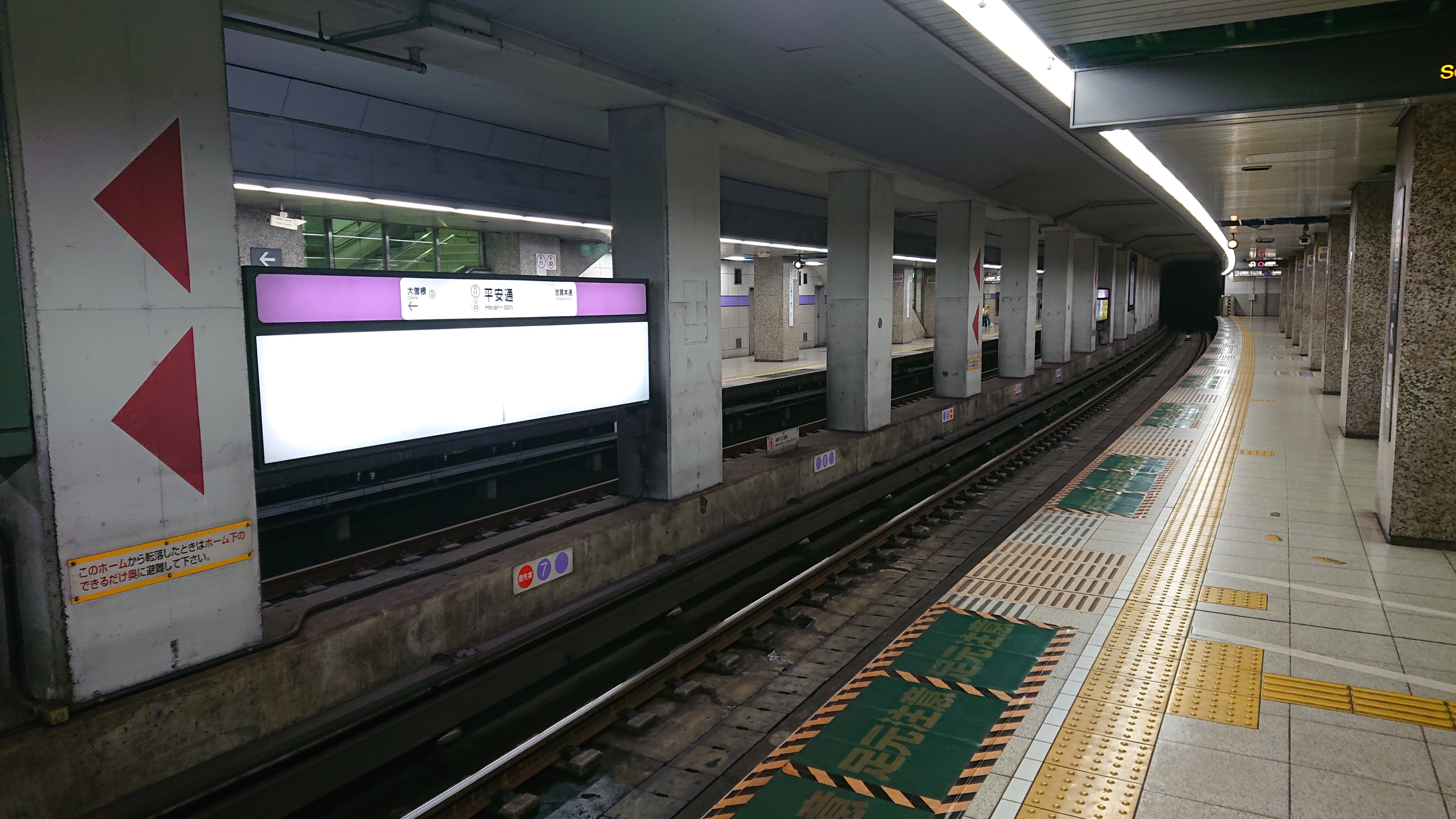
名城線ホーム（2020年8月 ホーム柵設置前）
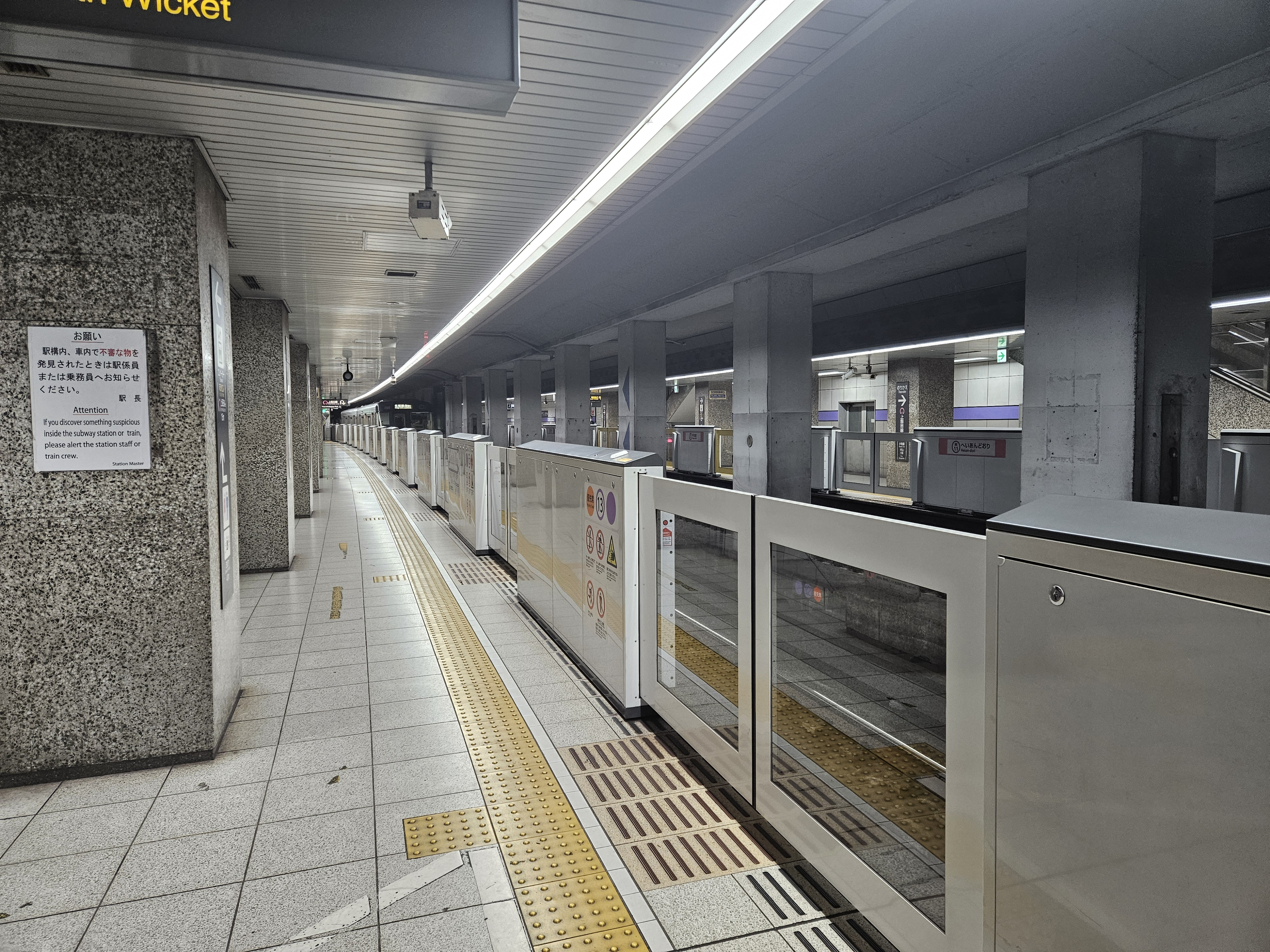
名城線ホーム（2025年3月 ホーム柵設置後）
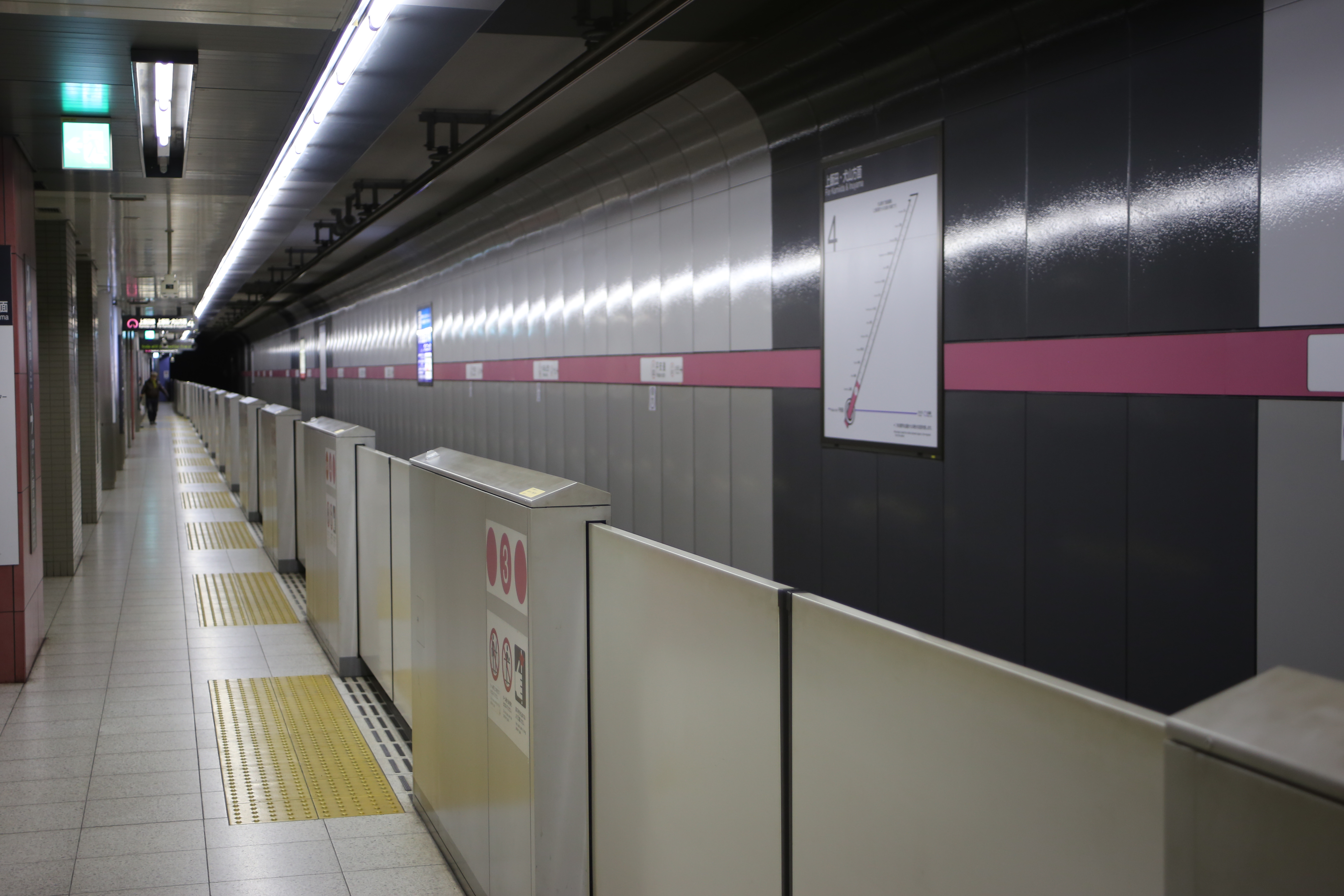
上飯田線4番ホーム（2017年2月）
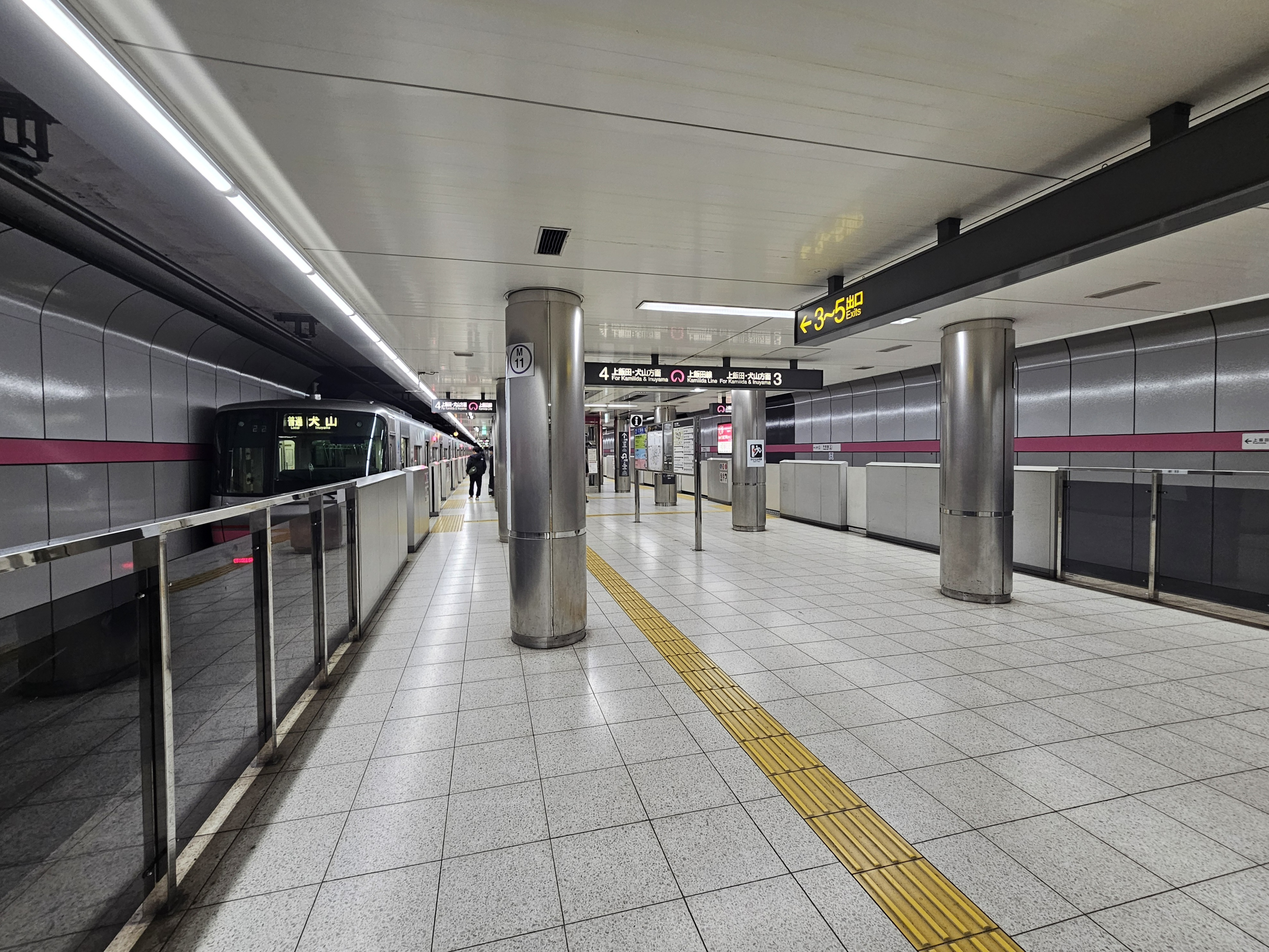
上飯田線ホーム（2025年3月）
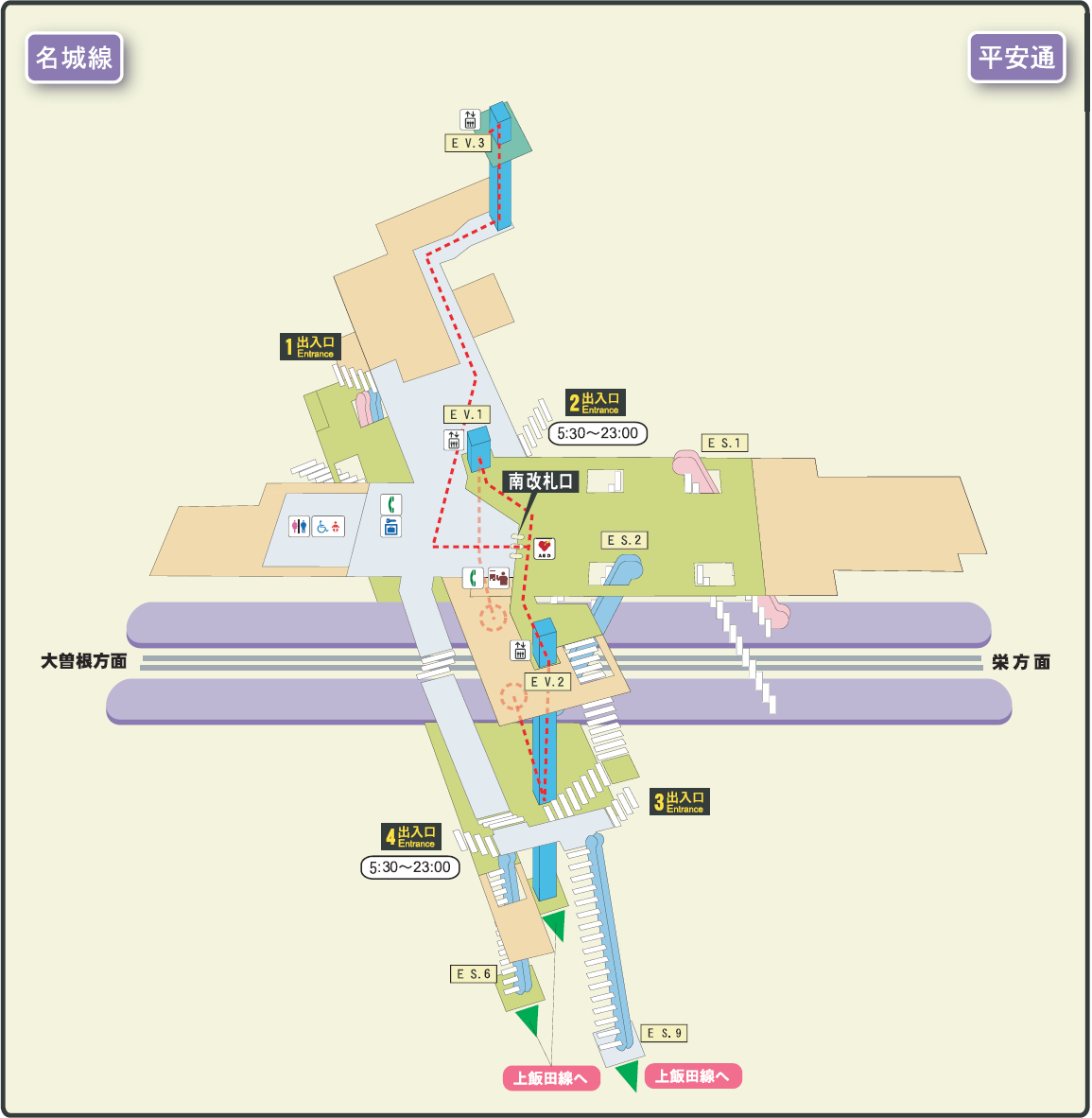
構内図（名城線）
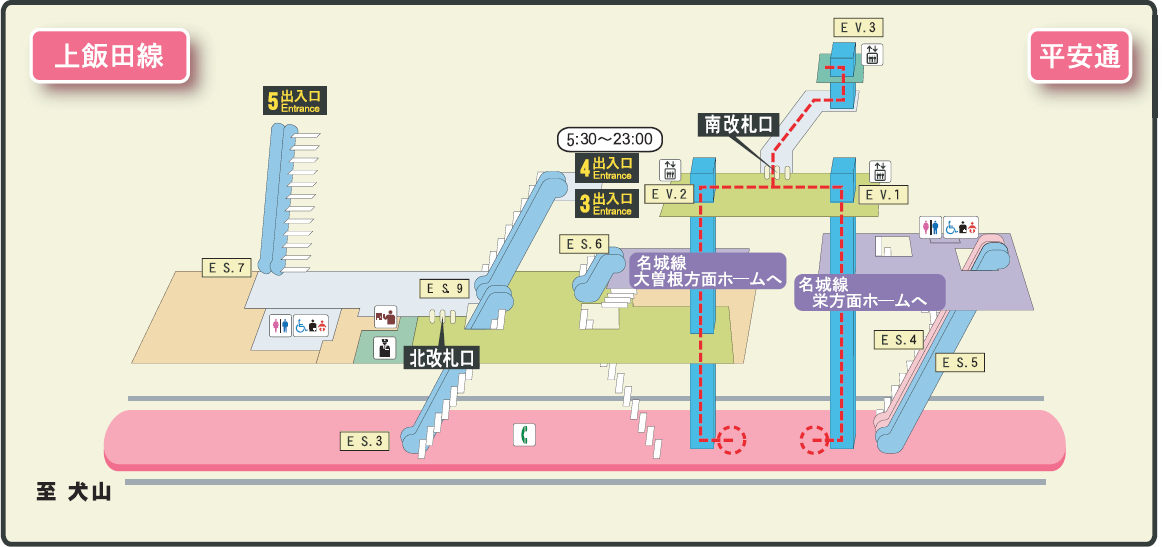
構内図（上飯田線）
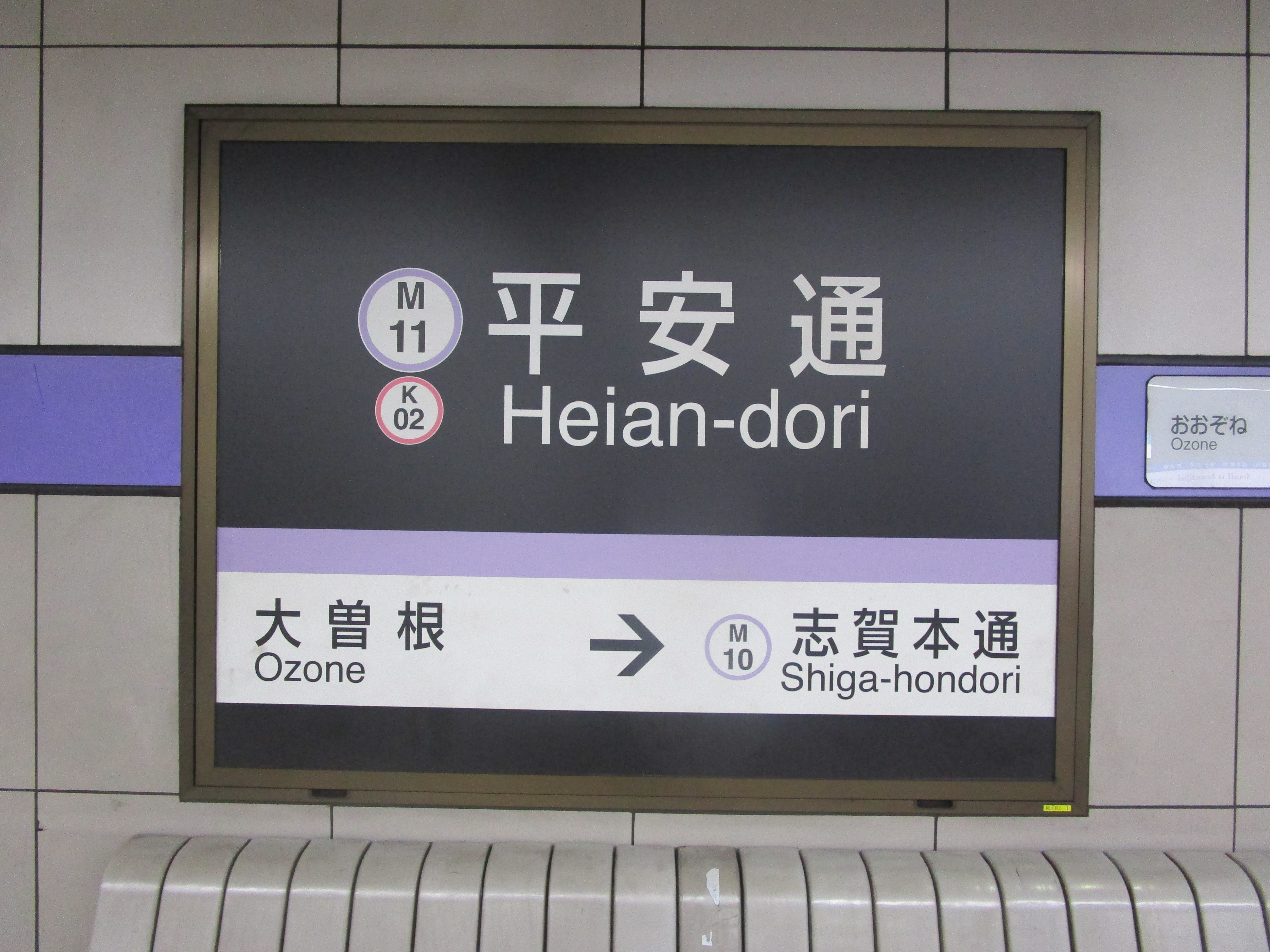
名城線駅名標
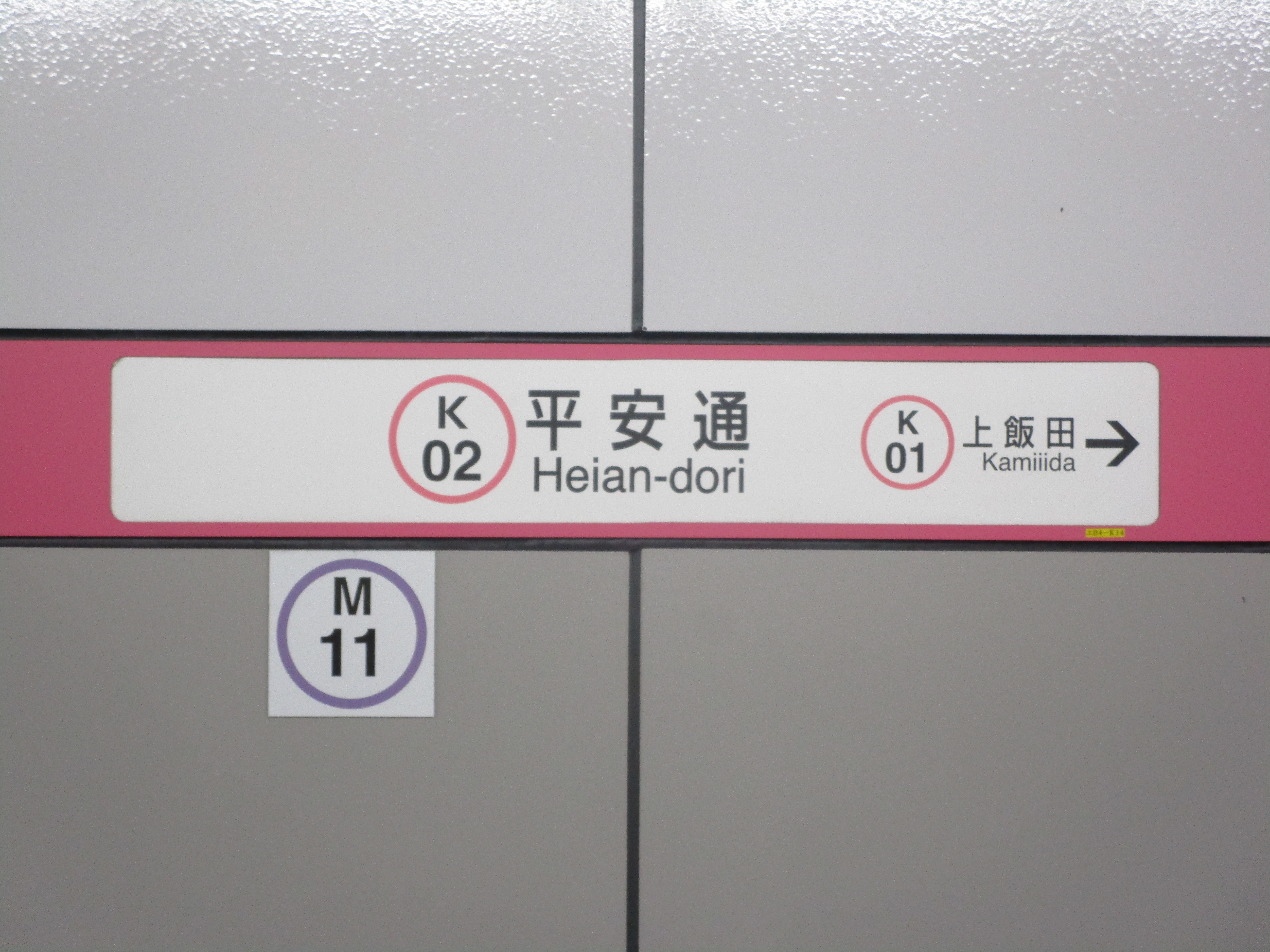
上飯田線駅名標

## 利用状況
2019年度における名城線の1日平均乗車人員は5,687人、上飯田線の1日平均乗車人員は585人であり、両線を合算した1日平均乗車人員は6,272人である。この値には両線の乗換人員を含まない。 
近年の1日平均乗車人員の推移は下表のとおりである。
| 年度               | 名城線乗車人員（人/日） | 上飯田線乗車人員（人/日） | 乗車人員合計（人/日） |
| ------------------ | ----------------------- | ------------------------- | --------------------- |
| 2005年（平成17年） | 5,386                   | 384                       | 5,770                 |
| 2006年（平成18年） | 5,437                   | 399                       | 5,836                 |
| 2007年（平成19年） | 5,521                   | 352                       | 5,873                 |
| 2008年（平成20年） | 5,378                   | 396                       | 5,774                 |
| 2009年（平成21年） | 5,278                   | 387                       | 5,665                 |
| 2010年（平成22年） | 5,087                   | 383                       | 5,470                 |
| 2011年（平成23年） | 5,143                   | 341                       | 5,484                 |
| 2012年（平成24年） | 5,286                   | 381                       | 5,667                 |
| 2013年（平成25年） | 5,408                   | 410                       | 5,818                 |
| 2014年（平成26年） | 5,399                   | 402                       | 5,801                 |
| 2015年（平成27年） | 5,535                   | 473                       | 6,008                 |
| 2016年（平成28年） | 5,603                   | 514                       | 6,147                 |
| 2017年（平成29年） | 5,731                   | 546                       | 6,277                 |
| 2018年（平成30年） | 5,772                   | 568                       | 6,340                 |
| 2019年（令和元年） | 5,687                   | 585                       | 6,272                 |

## 駅周辺

### 道路
- 環状線（名古屋市道名古屋環状線）
- 平安通（名古屋市道御成線）

### 学校
- 名古屋産業大学 平安サテライトキャンパス
- 名古屋ウェディング&フラワー・ビューティ学院
- 鹿島学園高等学校 名古屋東キャンパス
- 名古屋市立若葉中学校
- 名古屋市立名北小学校
- 名古屋市立飯田小学校

### 施設
消防
- 北消防署飯田出張所

医療
- 北区休日急病診療所

郵便局
- 名古屋平安通郵便局

集会
- 名北コミュニティセンター

### 商業施設
- イオン上飯田店[5]
- スギ薬局上飯田店[6]

### 金融機関
銀行
- あいち銀行大曽根支店

### その他
- ジャパンレンタカー大曽根店

## バス停

### バス路線
名古屋市営バス「平安通」バス停
- 幹名駅1：名古屋駅 - 平安通 - 上飯田・大曽根
- 名駅15：名古屋駅 - 平安通 - 茶屋ケ坂
- 栄14：栄 - 平安通 - 上飯田
- 曽根13：大曽根 - 平安通 - 如意車庫前
- 鶴舞11：鶴舞公園 - 平安通 - 上飯田
- 北巡回：黒川 - 平安通 - 黒川
- 楠巡回：如意車庫前 - 平安通 - 如意車庫前

## 隣の駅
名古屋市営地下鉄
 名城線
志賀本通駅 (M10) - 平安通駅 (M11) - 大曽根駅 (M12)
 上飯田線
平安通駅 (K02) - 上飯田駅 (K01)